# الدوري التنزاني الممتاز 2017–18
الدوري التنزاني الممتاز 2017–18 (بالإنجليزية: 2017–18 Tanzanian Premier League)‏ هو موسم من الدوري التنزاني الممتاز. كان عدد الأندية المشاركة فيه 16، وفاز فيه نادي سيمبا.